# 海神社 (紀の川市)
海神社（かいじんじゃ）は、和歌山県紀の川市神領にある神社。旧社格は県社。通称を「海神さん」と称する。

## 祭神
- 主祭神 - 豊玉彦命、国津姫命
- 配祀神 - 穂高見命、豊玉姫命、玉依姫命、事代主命

## 歴史
詳しい創建年代は不明であるが、当社は垂仁天皇の時代に忌部宿禰が神（熊野の楯ヶ崎に出現したという明神）のお告げを受けたことにより創建されたという。
昔から朝廷の尊崇は厚く、神田も多く領有していたようである。当社が鎮座している場所の地名は「神領」といい、その名の示す通り当社の領有地であった。
天正13年（1585年）に行われた羽柴秀吉による紀州征伐により、本殿2社、拝殿、神楽殿、宝蔵などがことごとく兵火に掛かり、宝物や古記録なども焼失した。
1873年（明治6年）4月に郷社に列せられている。1942年（昭和17年）9月には県社に昇格している。
当社の北には海神池がある。

## 境内
- 本殿[2]
- 長床 - 幣殿。
- 拝殿（割拝殿）
- 神饌所
- 神具庫
- 社務所
- 神輿庫

### 摂末社
- 東合祀社 - 穂高見命社、玉依姫命社、豊玉姫命社[3]
- 西合祀社 - 幸神社、稲荷社、事代主命
- 皇大神宮 - 祭神：天照皇大神、豊受大神
- 祇園社

## 所在地
- 和歌山県紀の川市神領272

## アクセス
- JR和歌山線 打田駅より紀の川市地域巡回バス北勢田コース「神領北」バス停下車徒歩約2分
- JR和歌山線 打田駅より徒歩約54分